# Emaús Internacional
Emaús Internacional es un movimiento de solidaridad, de carácter laico, que lucha contra la pobreza y la exclusión. Cuenta con 350 asociaciones, repartidas en 37 países de cuatro continentes: África, América, Asia y Europa. Su présidente, Jean Rousseau, también preside el Centro Abbé Pierre -Emaús en Francia.

## Historia
Emaús Internacional fue creado por el Abate Pierre en 1971, después de la creación de Emaús (fundación).

## Actividades
Emaús Internacional coordina las iniciativas colectivas de sus asociaciones, que se organizan en torno a seis programas de trabajo e incidencia política: el acceso al agua, a la salud y a la educación, la promoción de unas finanzas éticas, la lucha contra la trata de personas y la defensa de los derechos de los migrantes. El movimiento internacional coordina también las iniciativas de solidaridad entre sus asociaciones, que se basan en la idea de compartir la riqueza humana, material y económica.